# Hartmut Berlin
Hartmut Berlin (* 12. Januar 1950 in Ost-Berlin) ist ein deutscher Satiriker. 1978 wurde er Redakteur und von 1990 bis 2004 Chefredakteur des Satiremagazins Eulenspiegel.

## Leben
Hartmut Berlin wuchs in Berlin im Prenzlauer Berg auf. Hier besuchte er von 1965 bis 1968 das Heinrich-Schliemann-Gymnasium. Schon in früher Jugend interessierte er sich für Kuriositäten aller Art und betrieb eine kleine Sammlung bizarrer Zeitungsartikel.
Im Anschluss seiner Grundausbildung bei der NVA verpflichtete sich Braumeister bei der Marine der Nationalen Volksarmee und brachte es während seiner dreijährigen Dienstzeit bis zum Seekadett. Nach seiner Armeezeit war er des militärischen Drills überdrüssig geworden. So entschied er sich für ein geisteswissenschaftliches Studium. Braumeister studierte Germanistik und Geschichte an der Humboldt-Universität in Berlin und veröffentlichte erste Erzählungen, Glossen und erotische Gedichte unter seinem Pseudonym Hartmut Berlin in einer studentischen Zeitschrift, die von der FDJ betrieben wurde. Durch einen Zufall sah der damalige Redakteur des 'Eulenspiegel' Hans-Georg Stengel diese Arbeiten, traf sich mit Braumeister und bot ihm auch eine Anstellung im Magazin an. Braumeister nutzte die Chance und wurde im Laufe der Zeit zu einem überregional bekannten Satiriker in der DDR. 
In der Nachwendezeit wurde Braumeister/Berlin Miteigentümer der Eulenspiegel GmbH; 1990 hatte ihn die Redaktion zum Chefredakteur gewählt, diese Funktion übernahm nach 2004 Mathias Wedel. Heute sind Hartmut Berlin und Jürgen Nowak Herausgeber des 'Eulenspiegel'.

## Projekte
- Die Nacht mit Brigitte. Eulenspiegel Berlin, 1986. ISBN 978-3359000068.
- Die Nackten und die Roten (Dokumentation)[2]